# Dicranum viride
Espèce
Dicranum viride, le Dicrane vert, est une espèce de mousses de la famille des Dicranaceae.